# Charles-François Brisseau de Mirbel
Charles-François Brisseau de Mirbel (ur. 27 marca 1776 w Paryżu, zm. 12 września 1854 w Champerret) – francuski botanik i polityk. Prekursor nauki o cytologii roślin i fizjologii roślin.

## Życiorys
W wieku dwudziestu dwóch lat został pracownikiem Muzeum Historii Naturalnej w Paryżu. 
W 1802 r. Mirbel opublikował traktat Histoire naturelle des végétaux classés par familles. W następnym roku został dyrektorem ogrodu w La Malmaison i tam skupił się na badaniu budowy tkankowej roślin. Wyniki badań opublikował w 1815 roku jako Eléments de physiologie végétale et de botanique.
Nazwy roślin Mirbelia i storczyka Dendrobium mirbelianum zostały nadane na jego cześć.